# La Nava - Campos Norte (Zona de especial protección para las aves)

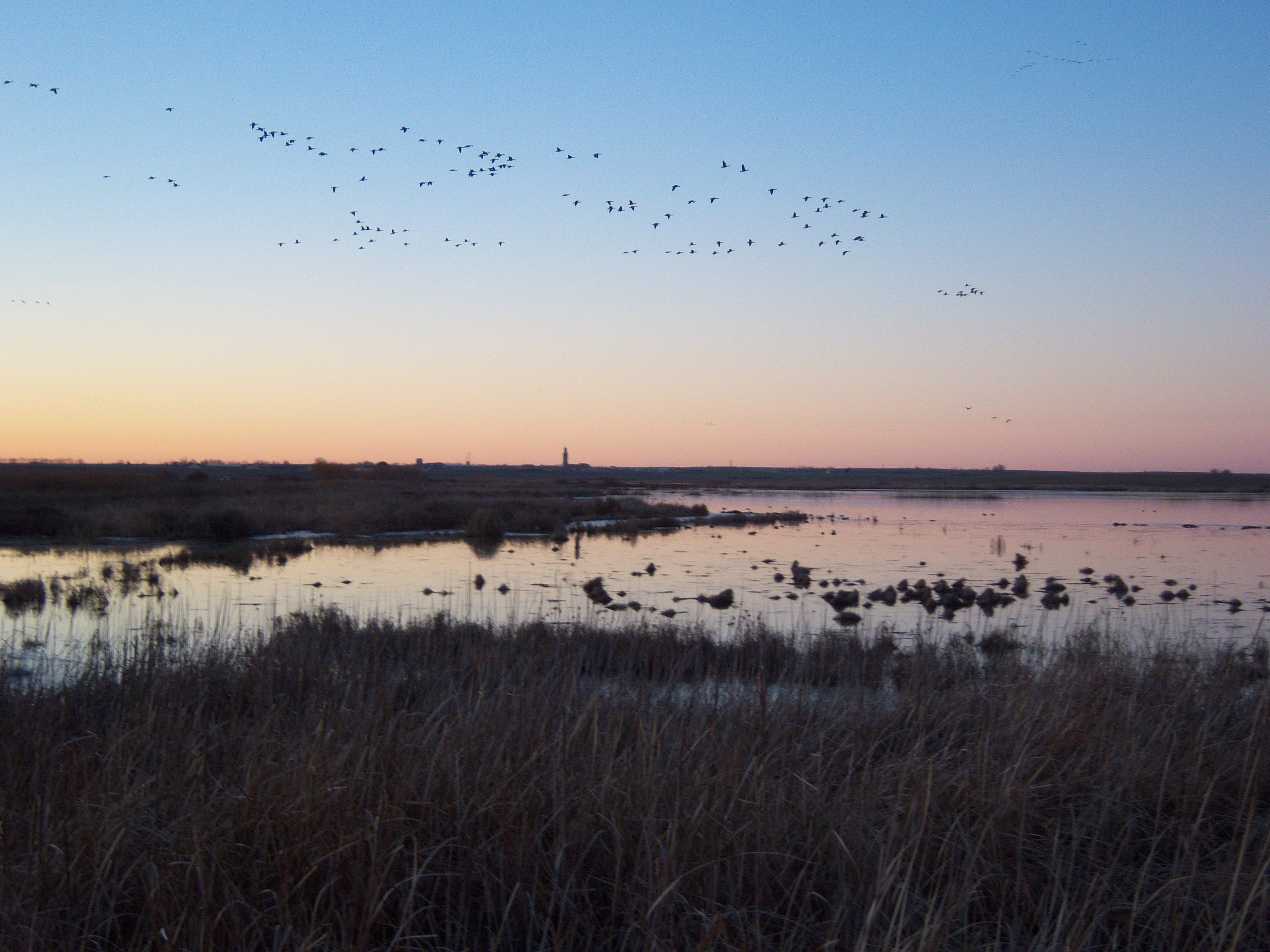
Llegada de los ansares a la Laguna de la Nava (Palencia, España) para dormir durante la noche.

La Nava - Campos Norte es una Zona de especial protección para las aves (ZEPA) situada en la Comunidad autónoma española de Castilla y León y perteneciente a la Red Natura 2000.

## Localización
Este espacio protegido tiene un tamaño de 54935,9 ha que se extienden principalmente por las provincias de Palencia (64% del total de la ZEPA)  y de Valladolid (35%), además de una minúscula porción localizada en la Provincia de León (1%). Toda su totalidad se encuentra enclavada en la comarca castellanoleonesa de Tierra de Campos.  
En la Provincia de Palencia contiene la totalidad de los términos municipales de Boadilla de Rioseco, Guaza de Campos, Mazuecos de Valdeginate, Autillo de Campos, Villacidaler, Abarca de Campos y Frechilla, así como una porción de los términos municipales de Villada, Cisneros, Paredes de Nava, Fuentes de Nava, Cascón de la Nava, Mazariegos, Baquerín de Campos, Castromocho y Villarramiel.
En la Provincia de Valladolid contiene la totalida de los términos municipales de Fontihoyuelo, Villacarralón y Herrín de Campos, así como una porción de los términos de Melgar de Arriba, Santervás de Campos, Bustillo de Chaves, Villalón de Campos, Villacid de Campos y Villafrades de Campos.
La parte localizada en la Provincia de León se corresponde a una estrecha franja que discurre por parte de los términos de Gordaliza del Pino, Joarilla de las Matas (por las cercanías de la localidad de Valdespino Vaca) y Sahagún  (por las cercanías de las localidades de Galleguillos de Campos y Arenillas de Valderaduey).
La carretera nacional 610 separa este espacio protegido de la Zona de especial protección para las aves denominada La Nava - Campos Sur.

## Medio físico
El paisaje es el típico de la comarca tierracampina, consistiendo básicamente en una extensa llanura cerealística atravesada por los ríos Sequillo y Valdeginate, así como por el ramal de Campos del Canal de Castilla y por el canal de trasvase Cea-Carrion. Además incluye el humedal Laguna de la Nava que está en proceso de regeneración tras años de permanecer desecada.